# Pietro Colonna Pamphili
Pietro Colonna Pamphili (Roma, 7 dicembre 1725 – Verona, 4 dicembre 1780) è stato un cardinale e arcivescovo cattolico italiano.

## Biografia
Terzo di sedici figli del principe Fabrizio II Colonna e di Caterina Zefirina Salviati, nacque a Roma il 7 dicembre 1725. Assunse il cognome Pamphili al momento della sua elezione al cardinalato. Numerosi furono i cardinali della famiglia Colonna: tra questi uno dei fratelli, Marcantonio Colonna.
Studiò all'Università la Sapienza, ove ottenne il dottorato in utroque iure il 9 luglio 1750.
Intrapresa la carriera ecclesiastica, il 23 luglio 1750 fu nominato referendario del tribunale della Segnatura; nel dicembre 1751 divenne relatore della Congregazione dell'immunità ecclesiastica e a novembre 1753 fu nominato chierico della Camera Apostolica e presidente delle Ripe e delle Acque.
Il 25 novembre 1759 ricevette gli ordini minori; il 30 novembre e il 22 dicembre 1759 fu ordinato suddiacono e diacono; e il 27 gennaio 1760 fu ordinato sacerdote.
Il 28 gennaio 1760 venne eletto arcivescovo titolare di Colossi; il 16 febbraio successivo ricevette l'ordinazione episcopale a Roma nel palazzo del Quirinale dalle mani di papa Clemente XIII. Il 4 marzo 1760 fu nominato nunzio apostolico in Francia, ove rimase per sei anni, durante i quali assistette all'espulsione dei Gesuiti dal regno.
Fu creato cardinale-presbitero da papa Clemente XIII nel concistoro del 26 settembre 1766. Il 1º dicembre 1768 ottenne il titolo di Santa Maria in Trastevere.
Nell'aprile 1767 ricevette in commenda l'abbazia delle Tre Fontane. Partecipò a due conclavi: quello del 1769, che portò all'elezione di papa Clemente XIV; e quello del 1774-1775, che portò all'elezione di papa Pio VI. Nel 1772 fu incaricato di fare la visita apostolica della diocesi di Nepi e Sutri. Fu camerlengo del collegio dei cardinali dal 17 febbraio 1777 al 30 marzo 1778.
Morì a Verona il 4 dicembre 1780. I suoi resti, inizialmente inumati nella cattedrale di Verona, furono in seguito trasferiti nella basilica di Santa Maria Maggiore a Roma.

## Genealogia episcopale e successione apostolica
La genealogia episcopale è:
- Cardinale Scipione Rebiba
- Cardinale Giulio Antonio Santori
- Cardinale Girolamo Bernerio, O.P.
- Arcivescovo Galeazzo Sanvitale
- Cardinale Ludovico Ludovisi
- Cardinale Luigi Caetani
- Cardinale Ulderico Carpegna
- Cardinale Paluzzo Paluzzi Altieri degli Albertoni
- Papa Benedetto XIII
- Papa Benedetto XIV
- Papa Clemente XIII
- Cardinale Pietro Colonna Pamphili

La successione apostolica è:
- Vescovo Francesco Lorenzo Massajoli (1768)
- Vescovo Giovanni Donato Durante (1768)
- Arcivescovo Giovanni Crisostomo de Clugny, O.F.M.Conv. (1770)
- Vescovo Giovanni Evangelista Stefanini (1771)
- Vescovo Benedetto Pucilli (1775)
- Vescovo Giuseppe Pannilini (1775)
- Vescovo Zaccaria Coccopalmieri (1779)

## Ascendenza
|                                              |                                               |                                                                               | Genitori                                                                           |  |  | Nonni |  |  | Bisnonni                                           |  |  | Trisnonni                                     |  |
|                                              |                                               |                                                                               |                                                                                    |  |  |       |  |  | Lorenzo Onofrio I Colonna, VII principe di Paliano |  |  | Marcantonio V Colonna, VI principe di Paliano |  |
|                                              |                                               |                                                                               |                                                                                    |  |  |       |  |  | Lorenzo Onofrio I Colonna, VII principe di Paliano |  |  | Marcantonio V Colonna, VI principe di Paliano |  |
|                                              |                                               | Isabella Gioeni, principessa di Castiglione                                   |                                                                                    |  |  |       |  |  | Lorenzo Onofrio I Colonna, VII principe di Paliano |  |  |                                               |  |
| Filippo II Colonna, VIII principe di Paliano |                                               |                                                                               |                                                                                    |  |  |       |  |  | Lorenzo Onofrio I Colonna, VII principe di Paliano |  |  |                                               |  |
|                                              |                                               | Maria Mancini                                                                 | Michele Lorenzo Mancini                                                            |  |  |       |  |  |                                                    |  |  |                                               |  |
|                                              |                                               | Maria Mancini                                                                 | Michele Lorenzo Mancini                                                            |  |  |       |  |  |                                                    |  |  |                                               |  |
|                                              |                                               | Maria Mancini                                                                 | Girolama Mazzarino                                                                 |  |  |       |  |  |                                                    |  |  |                                               |  |
| Fabrizio II Colonna, IX principe di Paliano  |                                               | Maria Mancini                                                                 |                                                                                    |  |  |       |  |  |                                                    |  |  |                                               |  |
|                                              |                                               | Giovanni Battista Pamphili, II principe di San Martino al Cimino e Valmontone | Camillo Francesco Maria Pamphili, I principe di San Martino al Cimino e Valmontone |  |  |       |  |  |                                                    |  |  |                                               |  |
|                                              |                                               | Giovanni Battista Pamphili, II principe di San Martino al Cimino e Valmontone | Camillo Francesco Maria Pamphili, I principe di San Martino al Cimino e Valmontone |  |  |       |  |  |                                                    |  |  |                                               |  |
|                                              |                                               | Giovanni Battista Pamphili, II principe di San Martino al Cimino e Valmontone | Olimpia Aldobrandini                                                               |  |  |       |  |  |                                                    |  |  |                                               |  |
| Olimpia Pamphili                             |                                               | Giovanni Battista Pamphili, II principe di San Martino al Cimino e Valmontone |                                                                                    |  |  |       |  |  |                                                    |  |  |                                               |  |
|                                              |                                               | Violante Facchinetti, IV marchesa di Vianino                                  | Innocenzo Facchinetti, III marchese di Vianino                                     |  |  |       |  |  |                                                    |  |  |                                               |  |
|                                              |                                               | Violante Facchinetti, IV marchesa di Vianino                                  | Innocenzo Facchinetti, III marchese di Vianino                                     |  |  |       |  |  |                                                    |  |  |                                               |  |
|                                              |                                               | Violante Facchinetti, IV marchesa di Vianino                                  | Ippolita Albergati-Capacelli                                                       |  |  |       |  |  |                                                    |  |  |                                               |  |
| Pietro Colonna di Paliano                    |                                               | Violante Facchinetti, IV marchesa di Vianino                                  |                                                                                    |  |  |       |  |  |                                                    |  |  |                                               |  |
|                                              | Francesco Maria Salviati, II duca di Giuliano | Jacopo Salviati, I duca di Giuliano                                           |                                                                                    |  |  |       |  |  |                                                    |  |  |                                               |  |
|                                              | Francesco Maria Salviati, II duca di Giuliano | Jacopo Salviati, I duca di Giuliano                                           |                                                                                    |  |  |       |  |  |                                                    |  |  |                                               |  |
|                                              | Francesco Maria Salviati, II duca di Giuliano | Veronica Cybo-Malaspina                                                       |                                                                                    |  |  |       |  |  |                                                    |  |  |                                               |  |
| Antonio Maria Salviati, III duca di Giuliano | Francesco Maria Salviati, II duca di Giuliano |                                                                               |                                                                                    |  |  |       |  |  |                                                    |  |  |                                               |  |
|                                              |                                               | Caterina Sforza di Proceno                                                    | Paolo Sforza, II marchese di Proceno                                               |  |  |       |  |  |                                                    |  |  |                                               |  |
|                                              |                                               | Caterina Sforza di Proceno                                                    | Paolo Sforza, II marchese di Proceno                                               |  |  |       |  |  |                                                    |  |  |                                               |  |
|                                              |                                               | Caterina Sforza di Proceno                                                    | Olimpia Cesi                                                                       |  |  |       |  |  |                                                    |  |  |                                               |  |
| Caterina Zefirina Salviati                   |                                               | Caterina Sforza di Proceno                                                    |                                                                                    |  |  |       |  |  |                                                    |  |  |                                               |  |
|                                              |                                               | Giovanni Battista, I principe Rospigliosi                                     | Camillo Domenico Rospigliosi                                                       |  |  |       |  |  |                                                    |  |  |                                               |  |
|                                              |                                               | Giovanni Battista, I principe Rospigliosi                                     | Camillo Domenico Rospigliosi                                                       |  |  |       |  |  |                                                    |  |  |                                               |  |
|                                              |                                               | Giovanni Battista, I principe Rospigliosi                                     | Lucrezia Cellesi                                                                   |  |  |       |  |  |                                                    |  |  |                                               |  |
| Maria Lucrezia Rospigliosi                   |                                               | Giovanni Battista, I principe Rospigliosi                                     |                                                                                    |  |  |       |  |  |                                                    |  |  |                                               |  |
|                                              |                                               | Maria Camilla Pallavicini, II principessa di Gallicano                        | Stefano Pallavicini, I principe di Gallicano                                       |  |  |       |  |  |                                                    |  |  |                                               |  |
|                                              |                                               | Maria Camilla Pallavicini, II principessa di Gallicano                        | Stefano Pallavicini, I principe di Gallicano                                       |  |  |       |  |  |                                                    |  |  |                                               |  |
|                                              |                                               | Maria Camilla Pallavicini, II principessa di Gallicano                        | Livia de' Franchi Toso                                                             |  |  |       |  |  |                                                    |  |  |                                               |  |
|                                              |                                               | Maria Camilla Pallavicini, II principessa di Gallicano                        |                                                                                    |  |  |       |  |  |                                                    |  |  |                                               |  |